# FIFA Manager 07
FIFA Manager 07 je nogometna Manager videoigra proizvođača Electronic Artsa. Druga je u FIFA Manager serijalu, a ukupno 9 u cjelokupnom serijalu EA Sportsa. Njezin prethodnik je FIFA Manager 06.

## Vanjske poveznice
- FIFA Manager 07 kod MobyGames-a
- Međunarodni FIFA Manager Forum  Arhivirana inačica izvorne stranice od 9. siječnja 2010. (Wayback Machine)